# Edward Denny Bacon
Pour les articles homonymes, voir Bacon.
Edward Denny Bacon (né le 29 août 1860 et mort le 5 juin 1938) est un entrepreneur britannique qui s'est entièrement consacré à la philatélie à partir de 1895. Il a aidé à la constitution et l'organisation des collections de quelques riches hommes de son temps. Son dernier et plus prestigieux employeur est le roi George V pour l'entretien et l'enrichissement de la Collection philatélique royale de 1913 à 1938.

## Biographie
Edward Bacon est le fils d'un fabricant de malt de Londres, dans l'entreprise duquel il travaille jusqu'à sa fermeture en 1895. Il décide alors de se consacrer entièrement à la philatélie. Personnellement, ses deux principales collections sont le Japon qui est ensuite acquise par Philippe de Ferrari, et les entiers postaux, collection qui est reprise par Thomas Tapling.
La collection des timbres-poste passionne Bacon qui adhère en 1880 à la Philatelic Society, London où il est nommé à tous les postes du bureau jusqu'à être élu à la présidence en 1917.
Il est connu pour avoir aidé quelques collectionneurs britanniques et gérer leurs collections. Le premier est Thomas Keay Tapling qui lègue ses possessions philatéliques au British Museum : Bacon effectue le classement et la rédaction des notices qu'il achève pour une exposition en février 1897 après la mort de Tapling en 1891. Bacon s'occupe ensuite de l'enrichissement et du montage de la collection de Henry J. Duveen. En 1911, il publie le catalogue de la bibliothèque philatélique de James Lindsay, comte de Crawford, avec lequel il fonde la Philatelic Literature Society en 1908.
Une semaine après la mort du « philatéliste auprès du roi » John Alexander Tilleard en septembre 1913, Bacon est invité par le roi George V à devenir le conservateur de la Collection philatélique royale. Dès lors, jusqu'à sa mort en 1938, il prend le train entre Croydon et la gare Victoria de Londres deux à trois fois par semaine pour organiser les achats philatéliques du roi et arranger et légender la collection sur des feuilles et dans des albums de dimension uniforme, plutôt que de maintenir l'entassement hétéroclites d'albums et d'enveloppes de l'époque Tilleard. Son successeur John Wilson signale néanmoins que Bacon accumule les charnières neuves sur les timbres de la Collection sans retirer les anciennes.
Malgré une certaine surdité qui l'isolait des autres membres de la Cour, Bacon réussit à équilibrer les finances d'une Collection que le roi enrichissit sans cesse d'achats et à la monter malgré le flux incessant de maquettes et de nouveaux timbres émis en provenance des administrations postales britanniques et des Dominions, ainsi que l'administration des colonies. Pendant la Première Guerre mondiale, les conservations dans la Stamp Room installé au palais de Buckingham divertissent le roi qui finit par considérer Bacon en ami, comme le fut Tilleard.
Après la mort de George V en janvier 1936, Bacon continue la gestion de ce qui est devenu une partie de l'héritage royal. Bien que moins passionnés que leur père par la philatélie, les rois Édouard VIII jusqu'en décembre 1936 et George VI s'assurent que les autorités britanniques, du Commonwealth et des colonies continuent à envoyer les maquettes et nouveaux timbres-poste à Bacon. Cependant, Édouard VIII impose que la Collection s'auto-finance par la vente de timbres en double. En juillet 1936, le secrétaire privé du roi transmet l'autorisation de vendre pour mille livres sterling deux timbres de cinq cents dollars des Établissements des détroits à l'effigie du roi Édouard VII.
En avril 1938, il annonce au roi son souhait de prendre sa retraite le 1er septembre suivant. John Wilson, son successeur, est rapidement désigné puisque, président de la Royal Philatelic Society London, il a déjà eu souvent accès à la Collection : le Comité d'expertise de la société l'utilise régulièrement pour ses travaux. Cependant, Bacon meurt d'une grippe en juin 1938.

## Titres et récompenses
En 1917, Bacon est fait membre de l'Ordre royal de Victoria, puis commandeur en 1922 et chevalier en 1932.
En 1906, il est récompensé de la toute première médaille Lindenberg du Berliner Philatelisten-Klub von 1888.
Il reçoit la médaille Crawford de la Royal Philatelic Sociey London en 1921 pour son ouvrage sur les timbres britanniques imprimés par Perkins, Bacon & Co., The Line Engraved Postage Stamps of Great Britain Printed by Perkins, Bacon and Co.
Il fait partie des premiers signataires du Roll of Distinguished Philatelists avec le roi George V.

## Œuvres
- Avec Francis H. Napier, Saint Vincent : With Notes and Publisher's Prices, 1895.
- Reprints of Postal Adhesive Stamps and Their Characteristics, 1899 ; réédité par Lowell Ragatz, 1954.
- The Line Engraved Postage Stamps of Great Britain Printed by Perkins, Bacon and Co., 1920. Médaille Crawford en 1921.
- Catalogue de la bibliothèque philatélique de Lord Crawford :
  - Bibliotheca Lindesiana. Vol. VII: A Bibliography of the Writings General, Special and Periodical Forming the Literature of Philately, 1911, 200 exemplaires tirés pour les bibliothèques et bibliophiles.
  - The Catalogue of the Philatelic Library of the Earl of Crawford, K.T., éd. Royal Philatelic Society London, 1911, 300 exemplaires tirés.
  - Un supplément est publié en 1926, suivi d'un Addenda en 1938.
  - 2e édition du Catalogue, édité par la British Library à partir de l'exemplaire corrigé à la main de Bacon et avec les cotes de la bibliothèque nationale britannique, 1991.

### Sources
- Nicholas Courtney, The Queen's Stamps. The Authorised History of the Royal Philatelic Collection, éd. Methuen, 2004,  (ISBN 0-413-77228-4), pages 135 à 152.